# Deserto de Smoke Creek
 Coordenadas : formato inválido
O Deserto de Smoke Creek é uma região árida localizada na porção noroeste do estado de Nevada, EUA. O deserto se localiza ao sul de Pyramid Lake, oeste de Fox Range e a leste das Montanhas Smoke Creek. A parte sudeste do deserto, se localiza a Reserva Indígena de Pyramid Lake e uma linha férrea.
O deserto está a sudoeste do Deserto de Black Rock e entre Granite Range e Fox Range.